# Decidualcell
Decidualceller är differentierade epitelceller från livmodern som bildas som svar på progesteron och embryonalt chorionic gonadotropin. Det får epitelcellerna att börja utsöndra näringsämnen som det tidiga embryot kan livnära sig på fram till implantationen fullföljts.